# Hattinger und der Nebel
Hattinger und der Nebel (alternativ Hattinger und der Nebel. Ein Chiemseekrimi) ist ein deutscher Fernsehfilm von Viviane Andereggen aus dem Jahr 2016, der die Fortsetzung des Films Hattinger und die kalte Hand bildet. Der für das ZDF produzierte Kriminalfilm basiert auf dem gleichnamigen Roman von Thomas Bogenberger. Das Drehbuch schrieb André Georgi. Die Titelrolle des Kommissars wird von Michael Fitz gespielt. Tragende Rollen sind mit Jessica Schwarz, Bettina Mittendorfer, Golo Euler, Gerhard Wittmann, Hanna Plaß und Anna Maria Sturm besetzt.

## Handlung
Georg Kammler wird auf seinem Hof, den er gemeinsam mit seiner Schwester Ursula bewirtschaftet, tot aufgefunden. Da Kammler bereits wegen vermuteter Wirtschaftskriminalität aufgefallen war, mutmaßt Kriminalkommissar Hattinger, dass hier das Tatmotiv liegen und der Täter somit unter Kammlers Geschäftspartnern zu suchen sein könnte. Unmittelbar vor seinem Tod hatte Kammler nacheinander mit Benjamin Staller und Harald Strenger telefoniert. Bei Staller handelt es sich um den Exfreund seiner Schwester Ursula, von dem diese sich getrennt hatte, weil sie mit dessen Persönlichkeitsstörung nicht zurechtkam. Diese Störung hat Staller seit einem Unfall vor zwei Jahren, bei dem sein jüngerer Bruder ums Leben kam und er selbst schwer verletzt wurde. Der andere Gesprächspartner, Harald Strenger, besitzt in Hattingers Augen das stärkste Tatmotiv, da er von Kammler betrogen worden war. Da Strenger kein Alibi vorweisen kann, wird er in U-Haft genommen. Aber auch Bankdirektor Wachlers Verhalten ist extrem auffällig. Nach Hattingers Recherche hatte Wachler Informationen über insolvente Bankkunden an Kammler weitergegeben, woraufhin dieser den Kunden ihre Immobilien abgekauft und sie dabei übervorteilt hatte. Nach Abgleich der verwertbaren DNS-Spuren am Tatort kommen jedoch weder Strenger noch Wachler als Täter in Betracht.
Da Ursula Kammler es allein auf dem Hof nicht aushält, zieht sie vorübergehend zu Benjamin Staller und seiner Mutter auf deren Gehöft. Kurze Zeit später wird sie hier ermordet aufgefunden, woraufhin Staller umgehend festgenommen wird. Er gibt ohne Umschweife zu, Ursula erwürgt zu haben, weil sie herausgefunden hatte, dass er es war, der ihren Bruder getötet hatte. Nach Stallers Angaben sei Kammler schuld an dem Unfall, bei dem sein Bruder sein Leben verloren hatte.
Nachdem der Fall gelöst zu sein scheint, erreicht Hattinger ein Hilferuf von Sarah Beck. Sie war Buchhalterin bei Kammler, und Hattinger hatte sich mit ihr im Zuge der Ermittlungen angefreundet. Sie werde von Wachler bedroht und schwebe in Lebensgefahr, lässt sie den Kommissar wissen. Hattinger eilt umgehend zum angegebenen Ort und sieht durch die Fensterscheibe, wie Wachler Sarah Beck scheinbar mit einem Messer bedroht. Der Kommissar ahnt nicht, dass Sarah Beck alles so arrangiert hatte, dass Hattinger nun gar nicht anders kann, als auf Wachler zu schießen.
Bei der Überprüfung von Stallers Schuldzuweisung gegenüber Kammler findet Hattinger heraus, dass dieser nicht als Täter in Frage kommt, weil er zum Unfallzeitpunkt gar nicht in Deutschland, sondern gemeinsam mit Sarah Beck auf einer Tagung war. Als der Kommissar von Staller hören muss, dass diese Frau ihm eingeredet hatte, dass Kammler der Unfallverursacher gewesen sei, ist ihm klar, dass Beck auf diese Weise Staller zu dem Mord getrieben hatte. Und auch er selbst wurde von ihr benutzt, um Wachler aus dem Weg zu räumen. Doch kann er ihr nichts beweisen, weil sie ihren Plan äußerst clever eingefädelt hat. Sarah Beck hatte es aber nicht nur auf Kammlers ergaunertes Geld abgesehen; der Ursprung ihrer Taten entspringt einem Rachefeldzug. Durch Kammlers windige Geschäfte hatte sie ihr Elternhaus verloren, und Kammler trug ihrer Meinung nach eine Mitschuld am Tod ihrer Schwester.

## Produktion, Veröffentlichung
Es handelt sich um eine Produktion der Network Movie Film- und Fernsehproduktion GmbH. Gedreht wurde Hattinger und der Nebel vom 22. September bis zum 22. Oktober 2015.
Die Fernsehpremiere erfolgte am 17. Oktober 2016 im ZDF.

## Rezeption

### Einschaltquote
Der Film wurde bei seiner Erstausstrahlung von 4,67 Mio. Zuschauern eingeschaltet, was einem Marktanteil von 13,6 % entspricht.

### Kritik
Tilmann P. Gangloff von Tittelbach.tv gab 3,5 von 6 möglichen Sternen und schrieb: „Der zweite ‚Chiemseekrimi‘ mit Michael Fitz ist zwar sehenswert, hält aber nicht, was der erste (‚Hattinger und die kalte Hand‘) versprochen hat. Viviane Andereggens Inszenierung reiht sich im Vergleich zur atmosphärisch dichten TV-Premiere des Ermittlers ins übliche ZDF-Krimi-Niveau ein. Das Handwerk ist solide, aber unauffällig. Zu empfehlen ist ‚Hattinger und der Nebel‘ daher vor allem aufgrund der Darstellerführung und des letzten Akts, der mit seinen überraschenden Wendungen raffiniert eingefädelt ist (aber Fragen offen lässt).“
Die Kritiker der Fernsehzeitschrift TV Spielfilm gaben dem Film für Humor, Anspruch und Spannung jeweils einen von drei möglichen Punkten und eine nur mittlere Wertung (Daumen gerade) und fanden die Geschichte „leider etwas zu durchsichtig erzählt“. Fazit: „Prima Besetzung, tolle Ideen, schwacher Fall.“
Bei der Frankfurter Allgemeinen Zeitung wertete Heike Hupertz: „der zweite ‚Chiemseekrimi‘, in dem es nur wenig See und noch weniger Nebel gibt, außer im Kopf des auf Wolke sieben schwebenden Kommissars“ ist leider nur „perpetuierte Dutzendware.“ […] „Das Ende wirkt, als seien wichtige Szenen dem Schnitt zum Opfer gefallen.“
Joachim Huber vom  Tagesspiegel stellte fest: „‘Hattinger und der Nebel‘ ist ein schwacher Krimi und ein sehr überzeugender Menschen-Film im ZDF.“ […] „Der neue Krimi nimmt sich Beziehung und Beziehungen zum Thema.“ […] „Diese Unfähigkeit zur geglückten Paarsamkeit wird in den 90 Minuten noch in weiteren Konstellationen exemplifiziert, das wirkt schon wie ein ABC des Unglücklichseins allein, zu zweit, in der Familie und darüber hinaus“ Der Film vermittelt „ein tiefes Verständnis für die Menschen und Mörder, für die Betrüger und Betrogenen, für die Hasser und Liebessucher am Chiemsee.“